# Rio dos Sinos
O rio dos Sinos é um rio brasileiro do estado do Rio Grande do Sul.
Nasce nos morros do município de Caraá no litoral norte gaúcho (distante 130 quilômetros de Porto Alegre) em altitudes superiores a 800 metros e percorre um percurso de cerca de 190 km, desembocando no delta do Jacuí, no município de Canoas, numa altitude de apenas 5 metros.
O rio dos Sinos banha diversas e importantes cidades no Vale do Rio dos Sinos.
Foi através deste rio que os colonizadores alemães desbravaram parte do Rio Grande do Sul.

## Topônimo
Originalmente chamado de Itapuí - termo tupi que significa "água do barulho da pedra", através da junção dos termos itá ("pedra"), pu ("barulho") e 'y ("água")

## Bacia do Rio dos Sinos
A Bacia Hidrográfica do rio dos Sinos tem uma área de 3 820 km² e envolve, total ou parcialmente, 32 municípios. Os principais afluentes do rio dos Sinos são os rios Rolante e Paranhana além de diversos arroios.
O rio dos Sinos em seu percurso pode ser classificado em superior, médio e inferior. Sendo o superior na região de sua nascente, o inferior por analogia é onde ele deságua. Veja abaixo um descritivo das cidades por onde passa o Rio dos Sinos, classificadas aleatoriamente.
- Percurso superior: Caraá, Santo Antônio da Patrulha e Taquara
- Percurso médio: Parobé, Araricá, Sapiranga, Novo Hamburgo, Campo Bom, São Leopoldo e Portão
- Percurso inferior: Sapucaia do Sul, Nova Santa Rita, Esteio e Canoas

Ao total a bacia hidrográfica do rio dos Sinos tem 32 municípios, sendo eles: Araricá, Cachoeirinha, Campo Bom, Canela, Canoas, Capela de Santana, Caraá, Dois Irmãos, Estância Velha, Esteio, Glorinha, Gramado, Gravataí, Igrejinha, Ivoti, Nova Hartz, Nova Santa Rita, Novo Hamburgo, Osório, Parobé, Portão, Riozinho, Rolante, Santa Maria do Herval, Santo Antônio da Patrulha, São Francisco de Paula, São Leopoldo, São Sebastião do Caí, Sapiranga, Sapucaia do Sul, Taquara, Três Coroas.

## Fauna e flora
O conjunto é uma forma de espécies animais distribuídas por toda margem do Rio dos Sinos é abundante e inclui cará, lambari, grumatã (ou curimba), muçum, pintado, jundiá, mandinho, branca (cachorra), joaninha, dourado (extinção), cascudo, viola, voga (ou boga), carpa, gavião-carijó, caracará, pica-pau-do-campo, socó-boi, tico-tico, tesourinha, suiriri, bem-te-vi, canário terra, cravina, coleirinho, trinca-ferro, azulão e outros. Os animais em extinção que habitam o rio dos Sinos são: a lontra, o jacaré-do-papo-amarelo, dourado, capivara e o cisne-do-pescoço-preto.
Algumas espécies vegetais da flora do vale do Rio dos Sinos são o ingá, o salgueiro, o sarandi, a açoita-cavalo, o corticeiro, bromélias, orquídeas, e outras.

## Poluição
O local de maior nível de poluição é em São Leopoldo no arroio João Correia, o qual foi canalizado na década de 80, sendo hoje utilizado como uma forma de escoamento para esgoto urbano residencial.
No início de outubro de 2006, ocorreu no rio dos Sinos um crime ambiental de grandes proporções para o ecossistema, que causou a morte de no mínimo um milhão de peixes, em plena época de desova e reprodução. Este crime foi considerado pelos ecologistas como a maior tragédia ambiental dos últimos 40 anos no Rio Grande do Sul.

## Turismo ecológico

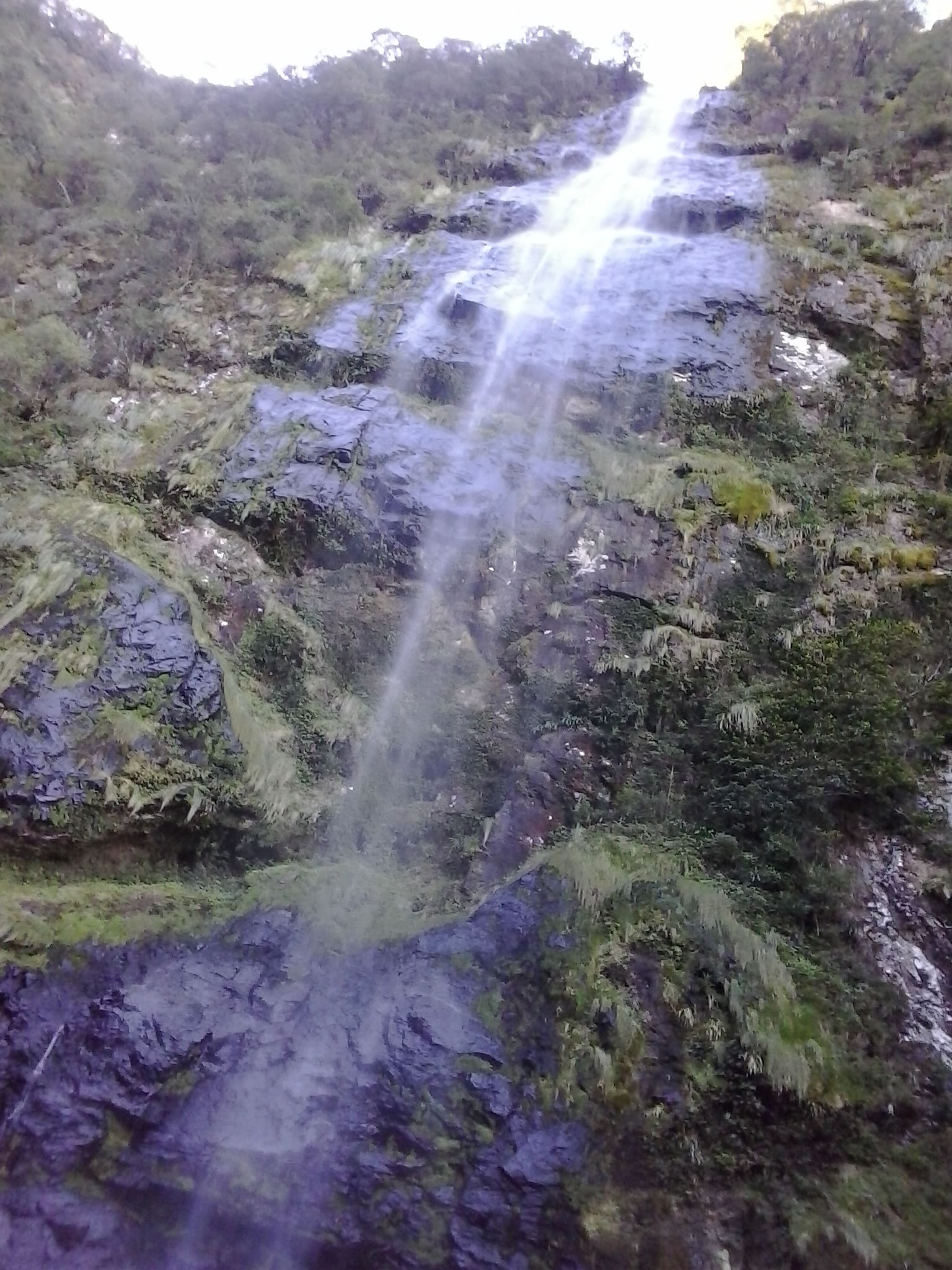
Cascata da Nascente do Rio dos Sinos na cidade de Caraá.

Embora o Rio do Sinos venha sido constantemente associado a problemas ecológicos, a região onde localiza-se sua nascente é de mata atlântica preservada, localizada em torno de 870m de altitude no município de Caraá. O seu acesso se dá pela comunidade de Fraga, localizada as suas margens, e depois por uma trilha de média dificuldade, com duas cascatas se destacando na paisagem. A última delas, conhecida como Cascata da Nascente do Rio dos Sinos, possui 116 m de altura e é uma das maiores do estado do Rio Grande do Sul.